# Isola di città
Isola di città è un singolo del rapper italiano Space One, pubblicato il 31 maggio 2019.

## Descrizione
Il brano è stato prodotto da Wlady insieme a T.N.Y. e ha visto la partecipazione vocale di Chiara Galiazzo.

## Tracce
1. Isola di città (feat. Chiara Galiazzo) – 3:22